# Hindrich Johan Aminoff
Hindrich Johan Aminoff, född 4 oktober 1680, död 3 april 1758, var en svensk militär (generallöjtnant).

## Familj
Aminoff var son till överstelöjtnant Henrik Aminoff och Hedvig Elisabet Cronman. Friherre Claes Armfelt gifte sig med sin dotter Hedvig Christina Aminoff (1728–1751).

## Karriär
Han blev furir vid Savolax infanteriregemente 1699, sergeant 1700, överfyrverkare vid artilleriet i Riga samma år, varpå han 1701 utnämndes till kornett vid Nylands och Tavastehus läns kavalleriregemente.
Året därpå medföljde han 600 man rekryter till detta regemente, som inte hunnit ansluta sig till huvudregementet och därför formerades som en särskild skvadron under ryttmästaren Hästesko och majoren Treijman. Han deltog i övergången av Düna och slaget vid Gemauerthof 1705, befordrades 1705 och blev 1707 regementskvartersmästare vid Bengt Fabian Zöges regemente eller finska lantdragonerna.
I slaget vid Starodub sårades Aminoff svårt och råkade 4 oktober 1708 i rysk fångenskap. Under tiden i fångenskap lovades han sin fars gods i Ingermanland, om han övergick i rysk tjänst, men avböjde erbjudandet och fördes till Arsamoska, där han livnärde sig med att virka penningpungar.
I april 1722 återkom Aminoff från fångenskapen och blev samma år major och kompanichef vid Ture Horns värvade regemente (von Schwerins, Bengt Horns och Jean Louis Bousquets värvade regemente). Han befordrades till överstelöjtnant 1741 och utmärkte sig under hattarnas ryska krig under några rekognosceringar. Vid Mendolaxpassets övergivande 1742 fick han till uppgift att täcka reträtten, en uppgift han skickligt utförde.
Efter kriget befordrades han till överste och blev senare samma år chef för Nylands infanteriregemente. 1750 blev Aminoff befordrad till generalmajor. Han var tillförordnad generalbefälhavare i Finland vid Gustaf Fredrik von Rosens hemresa 1752, och på nytt 1754 samt blev ordinarie generalbefälhavare där 1756, samma år som han befordrades till generallöjtnant. 1758 sökte han avsked men avled innan detta beviljats.
Aminoff blev 1748 riddare av Svärdsorden och kommendör av Svärdsorden 1756.

## Utmärkelser
- Riddare av Svärdsorden (1748)[6]
- Kommendör av Svärdsorden (1756)[6]
- Kommendör med stora korset av Svärdsorden (1756)[6]